# Агалян, Фрейдун Акопович
Фрейдун Акопович Агалян (арм. Ֆրեյդուն Հակոբի Աղալյան; 20 ноября [2 декабря] 1876, Шуша, Кавказское наместничество — 1 февраля 1944, Ереван) — армянский и советский архитектор. Работал в Баку, Грозном, Кисловодске, Кизляре, Армавире (Краснодарский край), Ереване, Амамлу и Ленинакане, Арзни.

## Биография
Родился 20 ноября (2 декабря) 1876 года в Шуше.
Окончил Шушинское реальное училище и Санкт-Петербургский институт гражданских инженеров (1903).
В 1921 году переехал в Ереван, здесь возглавил строительный отдел Канакера. Выполнил проект Канакерской ГЭС и нескольких других зданий в Ереване, Канакере и Гетамее.
После 1917 года преподавал в Баку, с 1922 года — в Ереване.
Умер в Ереване 1 февраля 1944 года.

## Известные проекты
- Казначейство и казённая палата, роддом (ныне городская больница), жилой квартал в Нагорном районе, Дом Рабочих, железнодорожные мосты в Баку
- Жилые дома, торговые ряды в Грозном, мост через р. Сунжа
- Жилой дом Армводхоза на Проспекте Маштоца в Ереване
- Жилые дома и Управление Канакергэса в Ереване.
- Армянская церковь в Армавире
- Виллы в Кисловодске
- Гзларум: больница и амбулатория
- Кетран (ныне село Гетамедж Котайкской области).
- Больница и амбулатория в Кизляре
- Электроподстанции и школы в Амамлу и Ленинакане

## Галерея

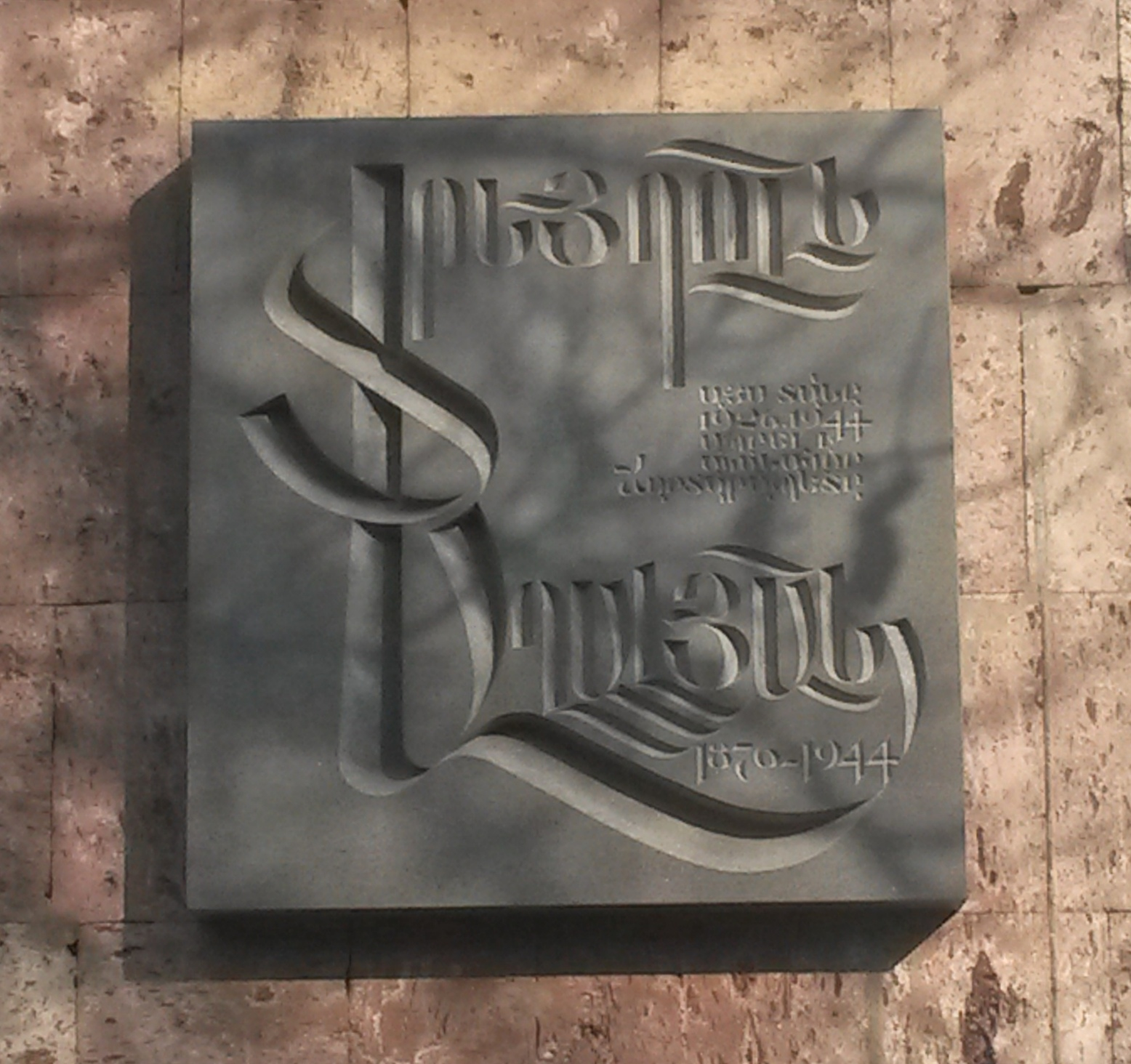
Мемориальная доска Ф. Агаляну на доме, где он жил 1926-1944
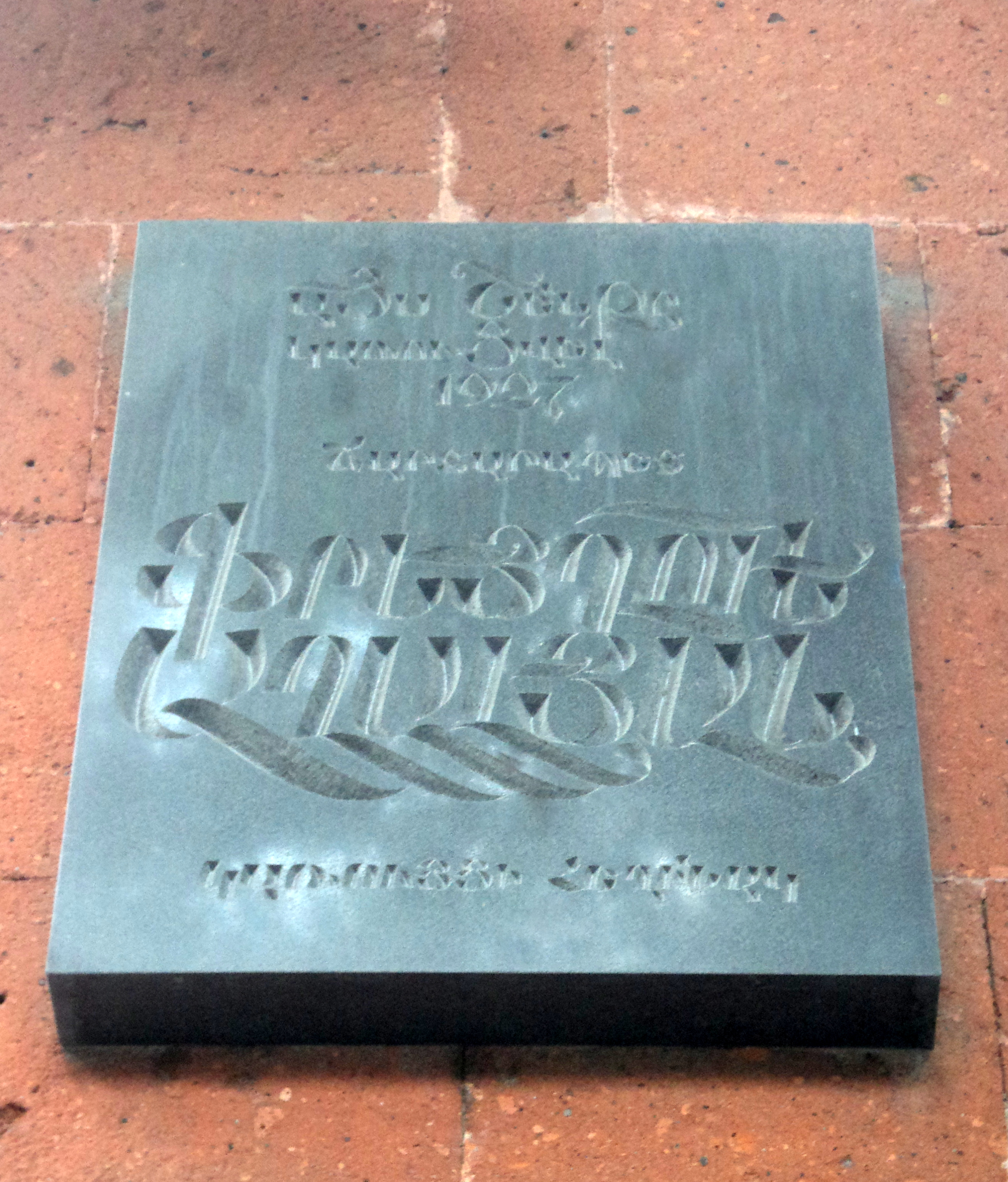
Мемориальная доска в Ереване на стене здания, построенного Фрейдуном Агаляном.